# John Ireland (komponist)
 Der er flere personer med dette navn, se John Ireland.
John Nicholson Ireland (13. august 1879 – 12. juni 1962) var en engelsk komponist. 
Hans tidlige værker er stærkt påvirket af Johannes Brahms, men i 1917 fandt han sit eget udtryk med sin 2. violinsonate, som vakte så stor begejstring, at forlæggerne stod i kø for at få lov at udgive den.
Han skrev en klaverkoncert i 1930, som desværre næsten aldrig spilles. Han har herudover skrevet nogle klaverværker samt nogle få orkesterværker. Hans væsentligste produktion ligger inden for kammermusik, klavermusik, vokalmusik både kormusik og solosange.